# L'une rêve et l'autre pas
L'une rêve et l'autre pas (titre original : Beggars in Spain) est un roman court de science-fiction de l'écrivaine américaine Nancy Kress, publié pour la première fois aux États-Unis en 1991 dans Isaac Asimov's Science Fiction Magazine ainsi que dans une édition limitée chez Axolotl Press. En 1993, l'auteure a prolongé ce roman court avec deux autres parties pour en faire un roman portant le même titre, puis elle en a écrit deux suites : Beggars and Choosers (1994) et Beggars Ride (1996).
En France, dans la traduction de Claire Michel, le roman court a été publié en 1993 aux éditions Pocket dans un recueil intitulé Isaac Asimov présente : Futurs qui craignent, puis réédité seul en 2012 par les éditions ActuSF sous un titre légèrement modifié : L'une rêve, l'autre pas.

## Résumé
La recherche génétique vient de mettre au point un procédé pour retirer le besoin de dormir aux êtres humains. Cette manipulation génétique est extrêmement chère et une centaine d'enfants seulement, à travers le monde, y accèdent. C'est le choix qu'a fait le milliardaire Roger Camden pour sa fille. Par coïncidence, un autre ovule de la mère est fertilisé, amenant donc à une naissance de deux jumelles, l'une n'ayant plus le besoin de dormir et l'autre normale. Les vies de ces deux êtres humains, si proches et pourtant si distants, vont être parsemées d’embûches.

## Prix littéraires
- L'une rêve et l'autre pas a remporté le prix Hugo du meilleur roman court 1992 et le prix Nebula du meilleur roman court 1991.
- Le roman a ensuite été lui aussi nommé au prix Nebula du meilleur roman en 1993 et au prix Hugo du meilleur roman en 1994, mais il n'a remporté ni l'un ni l'autre.

## Éditions
- Beggars in Spain, Pulphouse Publishing, février 1991, 104 p.
- L'une rêve et l'autre pas, in Isaac Asimov présente : Futurs qui craignent, Pocket, coll. « Science-fiction » no 5377, février 1982, trad. Claire Michel, 256 p.  (ISBN 2-266-00042-X)
- L'une rêve, l'autre pas, ActuSF, coll. « Perles d'épice » no 8, 24 octobre 2012, trad. Claire Michel, 172 p.  (ISBN 978-2-917689-42-4)
- L'une rêve, l'autre pas, ActuSF, coll. « Hélios » no 8, 1er septembre 2016, trad. Claire Michel, 158 p.  (ISBN 978-2-36629-822-2)